# Bunt strzelców

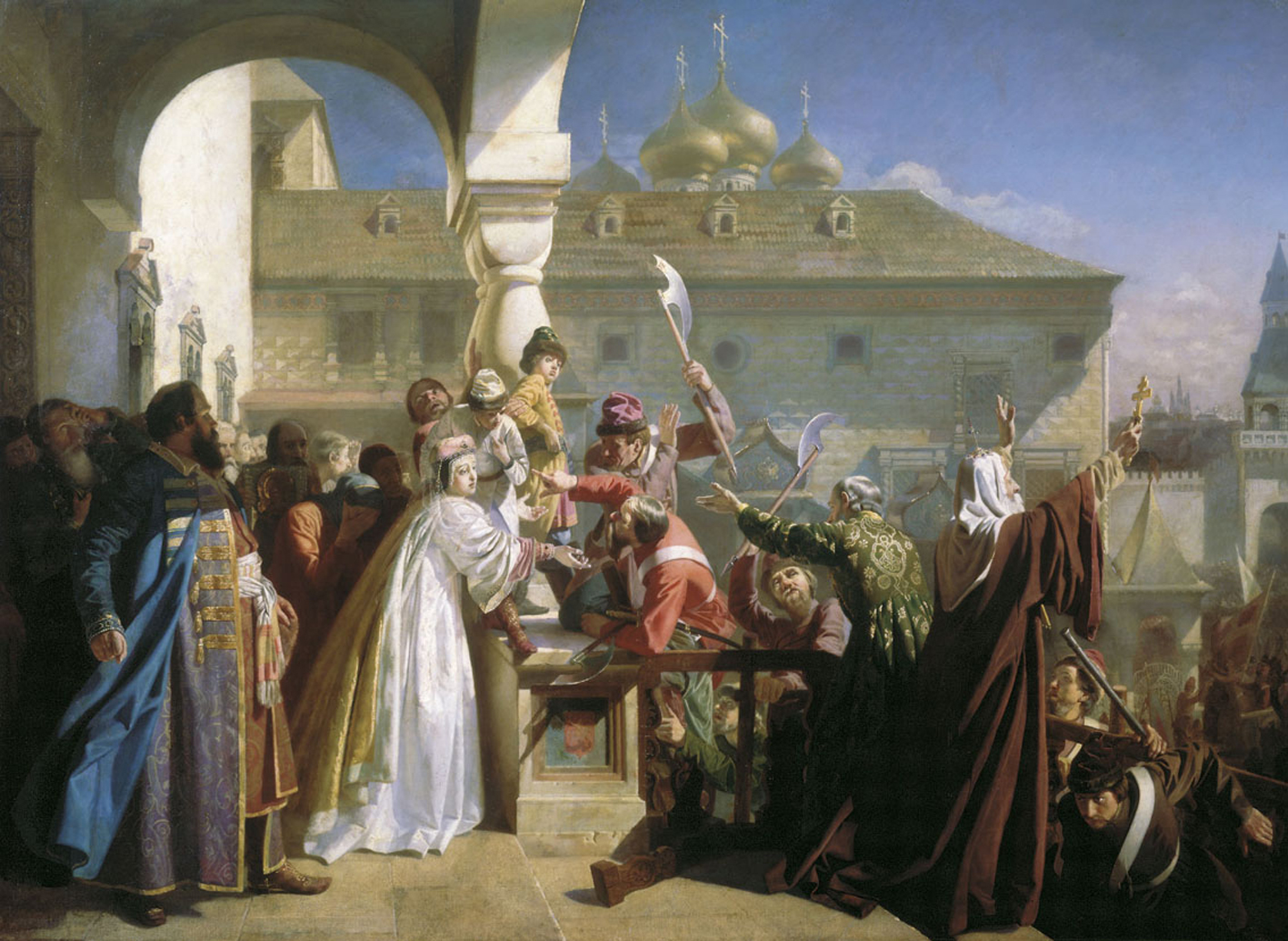
Natalia Naryszkina pokazuje strzelcom Iwana V na dowód, że żyje i czuje się dobrze, podczas gdy Patriarcha stara się uspokoić tłum.

Bunt strzelców, czasami również powstanie strzelców w 1682 (ros. Стрелецкий бунт) – bunt moskiewskich pułków strzeleckich, którego skutkiem był gwałtowny wzrost znaczenia Zofii Aleksiejewnej, która przez najbliższe siedem lat miała sprawować niepodzielną władzę w Rosji. Przyczyną buntu była rywalizacja rodzin dwóch wdów po zmarłym carze Aleksym dążących do osiągnięcia wpływów na dworze. 
Zamieszki spowodowała nagła śmierć cara Fiodora w dniu 27 kwietnia 1682 roku. Bracia carycy Natalii Naryszkinej chcieli zagarnąć dla siebie tytuł interreksa i nakłonili patriarchę moskiewskiego i całej Rusi Joachima, do ogłoszenia jej 10-letniego syna Piotra nowym carem. Członkowie drugiej partii, składającej się z krewnych nieżyjącej pierwszej żony Aleksego I, Marii Miłosławskiej, zaczęli rozpuszczać pogłoski, że jej syn (i starszy brat Piotra) Iwan został zamordowany przez Naryszkinów na Kremlu.
Miłosławscy wywołali zamieszki na ulicach stolicy. Wykorzystali buntownicze nastroje w moskiewskich pułkach strzeleckich i 11 maja tłum złożony ze strzelców i cywili wtargnął na Kreml zabijając czołowych bojarów i dowódców podejrzewanych o korupcję – Artamona Matwiejewa, Michaiła Dołgorukowa i Grigorija Romodanowskiego. 
17 maja rebelianci ponownie wdarli się na Kreml zabijając kolejnych przeciwników, a wśród nich dwóch braci Naryszkinów, Kiryła i Iwana, co stało się na oczach przyszłego cara Piotra, ich siostrzeńca. Przez kilka dni na ulicach Moskwy szerzyły się rabunki i gwałty. Majowy bunt doprowadził do tego, że starszy przyrodni brat Piotra, Iwan V został ogłoszony „pierwszym” carem, zaś Piotr „drugim”, a ich starsza siostra Zofia regentką w imieniu ich obu.  
Jesienią 1682 roku książę Iwan Andriejewicz Chowański – bliski współpracownik Zofii, mianowany za swe zasługi w stłumieniu buntu dowódcą formacji strzeleckich – zwrócił się przeciwko niej. Wspierany przez staroobrzędowców, Chowański – chcący zapewne sam sięgnąć po tron – zażądał unieważnienia reform Nikona. Zofia ze swym dworem musiała uchodzić z Moskwy i znalazła schronienie w Ławrze Troicko-Siergijewskiej. Ostatecznie Zofii udało się uśmierzyć tzw. chowańszczyznę z pomocą Fiodora Szakłowitego (Chowańskiego schwytano razem z synem Andriejem – będącym wówczas naczelnikiem prikazu sądowego – i przytroczonych do koni przywleczono przed oblicze regentki, a ta wydała wyrok śmierci), który zajął miejsce Chowańskiego na czele armii.